# Anton Gvajc
Anton Gvajc, slovenski slikar, * 21. avgust 1865, Ljubljana, † 3. avgust 1935, Brežice.
Gvajc je večinoma pretežno ukvarjal s krajinskim slikarstvom, vseskozi v strogem realizmu. Njegova najbolj znana dela so: Zapuščena pevka, Molitev v sili, Gradba in hramba jeruzalemskega mesta, Srečanje, Pastirčka, Moje kokoši, Gozd, Češnje in smokve, Pomlad, V gozdu, Počitek in Mesečina. Razstavljal je na prvi slovenski umetniški razstavi v Ljubljani leta 1900, prvi umetniški razstavi v Gorici v hiši Antona Dermote julija 1912, na prvi razstavi v Jakopičevem paviljonu, leta 1924 na razstavi slovenskih umetnini v Hodoninu ter še v Trstu, Zagrebu, Beogradu, Ljubljani, Mariboru in Sofiji.